# Club Sportivo Firenze
Der Club Sportivo Firenze war ein italienischer Sportverein aus Florenz.
Der Club Sportivo Firenze entstand 1903 aus der Fusion zwischen dem Club Sportivo Ardire und dem Club Velocipdeistico Fiorentino. Als Vereinstrikot wählte man ein Trikot mit dem  Giglio Fiorentino  (de: Florentiner Lilie) und von Anfang an wurde der CS Firenze zu einem Verein mit Abteilung in den verschiedensten Sportarten. So engagierte man sich u. a. in der Leichtathletik, im Radrennsport, im Motorradsport, im Fechten und später auch im Fußball, Korbball, Boxen und im Tamburello. Die Vereinsstrecke des CS Firenze wurde in der Folge von den besten Sprinter Europas als Trainingsgelände genutzt. 1911 wurde eine neue Laufstrecke im Inneren des Velodrom gebaut, die in der Folge dazu genutzt wurde Wettbewerbe im Gehen durchzuführen. Bei ihrer Eröffnung konnten die Florentiner den Marathonläufer Dorando Pietri und den Sprinter Franco Giongo bewundern.
In den Vorkriegsjahren konzentrierte sich der Verein hauptsächlich auf das Radrennfahren und den Fußball. Nach dem Ersten Weltkrieg wurde die Leichtathletik immer mehr zur wichtigsten Sektion des Vereins. Neben den diversen Laufdisziplinen wurde 1920 auch andere Disziplinen ins Programm aufgenommen. Diese Umorientierung fiel zusammen mit dem Niedergang der Società Sportiva Itala die lange Zeit die Leichtathletikszene in Florenz dominiert hatte. Nach wenigen Jahren dominierten die Geher des CS Firenze die regionalen Wettkämpfe. Der damalige Präsident Pietro Pucci vereinte im Team des CS Firenze die besten Athleten der Region, dazu gehörten die Olympioniken Disma Ferrario, Nello Bartolini, Giuseppe Lippi, Enrico Torre, Antonio Capecchio und der Sohn des Präsidenten, Puccio Pucci. Ende 1927 verordnete das faschistische Regime, dass sich die Leichtathletik-Abteilung vom Club Sportivo Firenze mit derjenigen der Unione Sportiva Fiorentina zur Società Giglio Rosso vereinen sollen. Dies war nur eine der vielen Umstrukturierungen in der Vereinslandschaft von Florenz die vom Machese Luigi Ridolfi, dem Generalsekretär der Faschisten in Florenz, der zugleich Präsident des Club Sportivo war. Die neu gegründete Società Giglio Rosso benutzte weiterhin die Anlage des Club Sportivo im Velodromo delle Cascine bis ins Jahr 1930, als der neue Vereinssitz des Giglio Rosso an der Viale Michelangelo fertiggestellt worden war.
Nachdem der Club Sportivo Firenze, seine Leichtathletiksektion verloren hatte, konzentrierte man sich nun wieder vermehrt auf den Radrennsport, hier feierte man auch verschiedentlich Erfolge.
Nach dem Zweiten Weltkrieg führte man sein Engagement im Radrennsport fort und konzentrierte sich dabei v. a. auf den Bahnradsport. Dazu wurde 1947 Das Velodrom komplett renoviert. Die Resultate sprachen in der Folge für sich, herausragend war dabei Enzo Sacchi, der mehrmals italienischer Meister, zweimal Weltmeister der Amateure und 1952 sogar Goldmedaillengewinner an den Olympischen Spielen wurde.
Heute ist der Club Sportivo Firenze immer noch ein polisportiver Verein, der neben dem Radsport u. a. auch eine Tennis-Abteilung und erneut eine Fußballabteilung besitzt.

## Fußballabteilung
Die Fußballabteilung des CS Firenze wurde 1912 begründet. Am 26. August 1926 fusionierte sie mit der Palestra Ginnastica Fiorentina Libertas zur AC Fiorentina.
| Heimtrikot des CS Firenze |

### Ehemalige Spieler
- Giuseppe Galluzzi
- József Viola
- Rodolfo Volk